# Emmanuel Villedieu
Pour les articles homonymes, voir Villedieu.
Emmanuel Villedieu, né le 8 juin 1919 à Valognes (Manche) et mort le 19 mars 1980 à Caen (Calvados), est un homme politique français. 

## Détail des fonctions et des mandats
Mandat local
- 1951 - 1980 : Maire de La Cambe

Mandat parlementaire
- 9 février 1959 - 9 octobre 1962 : Député de la 4e circonscription du Calvados